# Conservatorism social
Conservatorismul social este o ideologie politică de dreapta care pune accentul pe idealurile și structurile sociale tradiționale în detrimentul pluralismului social și caută să „inverseze sau să oprească direcția schimbării”. Conservatorismul social din America de Nord își  propunea o reacție la aspectele perceput anticreștine și anticonstituționale ale sclaviei, după cum au articulat William Wilberforce⁠(d) și Abraham Lincoln. 
Conservatorii sociali au abordat și nesiguranța economică a americanilor protestanți din clasele inferioare, McCarthyismul și alte provocări la adresa instituțiilor sociale. Ei au promovat adesea organizarea și politizarea problemelor sociale.
Sociologul Harry F. Dahms⁠(d) sugerează că conservatorismul social se referă la un „angajament” față de abordarea tradițională a structurilor familiale⁠(d), relațiilor sexuale, patriotismului, deținerii armelor⁠(d) și invaziilor militare, descriind conservatorii doctrinali creștini (anti-avort⁠(d), anti-căsătorii gay⁠(d)) și pe conservatorii susținători ai deținerii de arme (pro-NRA) ca cele două domenii ideologice interioare. Conservatorii sociali prețuiesc și drepturile instituțiilor religioase de a participa în sfera publică, susținând astfel sprijinul reciproc între religie și guvern⁠(d) și opunându-se guvernului laic.